# Karen Kilimnik
Karen Kilimnik (* 1955 in Philadelphia) ist eine US-amerikanische Künstlerin.

## Werdegang
Kilimnik studierte von 1974 bis 1976 an der Temple University in Philadelphia. Einen Überblick über ihr Werk bot das Institute of Contemporary Art, Philadelphia, im Jahr 2007.
Seit 2003 stellt sie regelmäßig bei der Galerie Sprüth Magers in Berlin und London aus.

## Werk
Obwohl ihre Arbeit auch als installativ beschrieben werden könnte, liegt der Fokus zunehmend auf Malerei und Zeichnung. Sie interpretiert spielerisch und ironisch Bilder aus der Kunstgeschichte sowie der Pop-Kultur.

## Ausstellungen (Auswahl)
(Quelle: Gladstone Gallery)

### Einzelausstellungen
- 1992: Institute of Contemporary Art in Philadelphia
- 2006: Musée d'Art Moderne de la Ville de Paris
- 2008: Museum of Contemporary Art in Chicago
- 2010: Belvedere, Wien
- 2013: The Museum of Contemporary Art, Denver
- 2016: Karen Kilimnik, Musée National du Château de Malmaison, Rueil Malmaison[4]
- 2023: Swan Lake, Kunsthaus Glarus, Glarus[5]

### Gruppenausstellungen
- 2009/10: Museum of Modern Art, New York[6]
- 2012: Tate Modern, London[7]
- 2012: Metropolitan Museum of Art, New York
- 2016: Whitney Museum of American Art, New York